# Ziębina
Ziębina (przed 1945 niem. Ziva, Ziebe Bach, Finkenbach) – potok, lewy dopływ Czernej Wielkiej o długości 30,04 km.
Wody Polskie jako źródło Ziębiny wskazują zbiornik „Balaton” w północno-wschodniej części Czerwonej Wody. Potok płynie na obszarze województwa dolnośląskiego i lubuskiego w Borach Dolnośląskich. Do Czernej Wielkiej uchodzi w okolicy dawnej wsi Nowoszów. Ziębina zasila w wodę kilka rybnych stawów hodowlanych – kompleks stawów k. Węglińca ze „Stawem Czaplim” i „Stawem Wolno Starym”, „Staw Syczków” oraz kompleks „Stawy Górne" k. Iłowej (do 1945 Halbauer Teiche). 